# Nadir Çiftçi
Nadir Çiftçi (Karakoçan, Elazığ, 12 februari 1992) is een Turks-Nederlands voetballer die als aanvaller speelt.

## Carrière

### Begin
Çiftçi begon met voetballen bij RVC Rijswijk en speelde sinds 2003 in de jeugdopleiding van ADO Den Haag. In 2008 werd hij door Portsmouth FC op vijftienjarige leeftijd naar Engeland gehaald om daar in de Portsmouth Academy te gaan spelen. Na de degradatie van de club uit de Premier League en een bijna-faillissement tekende Çiftçi in de zomer van 2010 zijn eerste professionele contract.
Op 7 augustus 2010 maakte hij als invaller zijn debuut in het eerste elftal in de Football League Championship-wedstrijd tegen Coventry City FC. Twee dagen later maakte hij in de Carling Cup-wedstrijd tegen Stevenage Borough FC zijn eerste doelpunt voor Portsmouth na 8 minuten speeltijd. Ook in de eerste thuiswedstrijd in de competitie tegen Reading FC scoorde hij. In 2008 speelde Çiftçi tweemaal voor het Nederlands voetbalelftal onder 17. Daarvoor speelde hij ook voor Nederland onder 15 en 16. Op 17 november 2010 was Çiftçi door Guus Hiddink opgenomen in de selectie van het Turks voetbalelftal voor een interland tegen het Nederlands voetbalelftal, maar hij debuteerde nog niet.
Nadat Çiftçi een nieuw contract bij Portsmouth had geweigerd, tekende hij transfervrij bij Kayserispor. Daar was hij voornamelijk wisselspeler en zijn contract werd eind juni 2012 met wederzijds goedvinden ontbonden. Na proefperiodes bij NAC Breda en ADO Den Haag tekende hij op 18 augustus 2012 bij NAC een contract tot 2015. In het seizoen 2012/13 viel hij zeven keer in voor de ploeg uit Breda.

### Schotland
Çiftçi was in juli 2013 samen met Peter Gommeren een week op proef bij Dundee United, waarna hij hier op 25 juli 2013 een contract tekende voor twee jaar. Voormalig voetballer Pierre van Hooijdonk, die zelf bij Celtic speelde in het Schotse voetbal, stond hem bij als zaakwaarnemer en adviseur. Çiftçi debuteerde op 2 augustus 2013 voor Dundee United in de Scottish Premiership in het duel tegen Partick Thistle. In november 2013 verlengde Çiftçi zijn contract tot mei 2016.
Na twee seizoenen en 68 gespeelde competitiewedstrijden voor Dundee tekende Çiftçi in juli 2015 een contract tot medio 2019 bij Celtic, de Schots kampioen van het voorgaande seizoen. Dat betaalde circa anderhalf miljoen pond voor hem. Çiftçi moest bij zijn nieuwe club het begin van de competitie missen, omdat de Schotse bond hem in juli 2015 een schorsing oplegde voor zes wedstrijden plus twee voorwaardelijk. Aanleiding hiervoor was een incident op 24 mei 2015, waarbij hij tijdens de wedstrijd tussen Dundee United en Dundee FC tegenstander Jim McAlister in het been beet. Deze schorsing gold niet voor wedstrijden in Europees verband. Zodoende maakte Çiftçi op 15 juli 2015 zijn debuut voor Celtic in een met 2–0 gewonnen wedstrijd in de voorronde van de UEFA Champions League 2015/16 tegen Stjarnan FC. Hij begon de wedstrijd (2–0 winst) in het basiselftal en werd in de 74ste minuut gewisseld voor Anthony Stokes. Çiftçi speelde ook in de overige vijf kwalificatiewedstrijden, inclusief de verloren wedstrijd tegen Malmö FF (0–2) op 25 augustus 2015, waardoor Celtic zich niet plaatste voor de groepsfase van de Champions League. Begin 2016 werd hij tot het einde van het seizoen 2015/16 verhuurd aan Eskişehirspor in Turkije. Na wederom een half seizoen met weinig speeltijd in Glasgow, werd hij in februari 2017 tot het einde van het seizoen 2016/17 verhuurd aan het Poolse Pogoń Szczecin. In augustus 2017 werd Çiftçi verhuurd aan Plymouth Argyle. In januari werd hij verhuurd aan Motherwell. In juni 2018 werd zijn nog een jaar doorlopend contract bij Celtic ontbonden.

### Turkije
In 2018 tekende Çiftçi een contract bij Gençlerbirliği. Begin 2020 ging hij naar Çaykur Rizespor. In oktober 2020 ging hij voor Samsunspor spelen.

## Clubstatistieken
| Seizoen | Club              | Land                 | Competitie           | Competitie | Competitie | Competitie | Beker | Beker | Beker | Internationaal | Internationaal | Internationaal | Totaal | Totaal | Totaal |
| Seizoen | Club              | Land                 | Competitie           | Wed.       | Dlp.       | Ass.       | Wed.  | Dlp.  | Ass.  | Wed.           | Dlp.           | Ass.           | Wed.   | Dlp.   | Ass.   |
| ------- | ----------------- | -------------------- | -------------------- | ---------- | ---------- | ---------- | ----- | ----- | ----- | -------------- | -------------- | -------------- | ------ | ------ | ------ |
| 2010/11 | Portsmouth        | Vlag van Engeland    | Championship         | 19         | 1          | 1          | 3     | 1     | 0     | —              | —              | —              | 22     | 2      | 1      |
| 2011/12 | Kayserispor       | Vlag van Turkije     | Süper Lig            | 11         | 0          | 1          | 0     | 0     | 0     | —              | —              | —              | 12     | 0      | 1      |
| 2012/13 | NAC Breda         | Vlag van Nederland   | Eredivisie           | 7          | 0          | 0          | 0     | 0     | 0     | —              | —              | —              | 7      | 0      | 0      |
| 2013/14 | Dundee United     | Vlag van Schotland   | Scottish Premiership | 32         | 11         | 8          | 8     | 6     | 3     | —              | —              | —              | 40     | 17     | 11     |
| 2014/15 | Dundee United     | Vlag van Schotland   | Scottish Premiership | 36         | 14         | 8          | 6     | 2     | 1     | —              | —              | —              | 42     | 16     | 9      |
| 2015/16 | Celtic            | Vlag van Schotland   | Scottish Premiership | 11         | 4          | 1          | 2     | 0     | 0     | 9              | 0              | 0              | 22     | 4      | 1      |
| 2015/16 | → Eskisehirspor   | Vlag van Turkije     | Süper Lig            | 12         | 4          | 1          | 0     | 0     | 0     | —              | —              | —              | 12     | 4      | 1      |
| 2016/17 | Celtic            | Vlag van Schotland   | Scottish Premiership | 1          | 0          | 0          | 1     | 0     | 0     | 2              | 0              | 0              | 4      | 0      | 0      |
| 2016/17 | → Pogoń Szczecin  | Vlag van Polen       | Lotto Ekstraklasa    | 8          | 0          | 0          | 2     | 0     | 0     | —              | —              | —              | 10     | 0      | 0      |
| 2017/18 | → Plymouth Argyle | Vlag van Engeland    | League One           | 7          | 0          | 0          | 1     | 0     | 0     | —              | —              | —              | 8      | 0      | 0      |
| 2017/18 | → Motherwell      | Vlag van Schotland   | Scottish Premiership | 11         | 3          | 1          | 4     | 0     | 1     | —              | —              | —              | 15     | 3      | 2      |
| 2018/19 | Gençlerbirliği    | Vlag van Turkije     | TFF 1. Lig           | 30         | 11         | 3          | 1     | 1     | 0     | —              | —              | —              | 31     | 12     | 3      |
| 2019/20 | Gençlerbirliği    | Vlag van Turkije     | Süper Lig            | 13         | 0          | 0          | 1     | 0     | 0     | —              | —              | —              | 14     | 0      | 0      |
| 2020/21 | Çaykur Rizespor   | Vlag van Turkije     | Süper Lig            | 1          | 0          | 0          | 0     | 0     | 0     | —              | —              | —              | 1      | 0      | 0      |
| 2020/21 | Samsunspor        | Vlag van Turkije     | TFF 1. Lig           | 27         | 8          | 3          | 1     | 0     | 0     | —              | —              | —              | 28     | 8      | 3      |
| 2021/22 | Ankaragücü        | Vlag van Turkije     | TFF 1. Lig           | 11         | 0          | 0          | 1     | 1     | 0     | —              | —              | —              | 12     | 1      | 0      |
| 2021/22 | St. Johnstone     | Vlag van Schotland   | Scottish Premiership | 11         | 0          | 0          | 1     | 0     | 0     | —              | —              | —              | 12     | 0      | 0      |
| 2022/23 | Makedonikos       | Vlag van Griekenland | Super League 2       | 4          | 0          | 0          | 0     | 0     | 0     | —              | —              | —              | 4      | 0      | 0      |
| 2022/23 | İskenderunspor    | Vlag van Turkije     | TFF 2. Lig           | 18         | 3          | 1          | 0     | 0     | 0     | —              | —              | —              | 18     | 3      | 1      |
| 2023/24 | İskenderunspor    | Vlag van Turkije     | TFF 2. Lig           | 26         | 7          | 5          | 0     | 0     | 0     | —              | —              | —              | 26     | 7      | 5      |
| Totaal  | Totaal            | Totaal               | Totaal               | 296        | 66         | 33         | 32    | 11    | 5     | 11             | 0              | 0              | 340    | 77     | 38     |